# Rimini (provins)
Provinsen Rimini (it. Provincia di Rimini) er en provins i regionen Emilia-Romagna i det nordlige Italien. Rimini er provinsens hovedby.

## Geografi
Provinsen Rimini grænser til:
- i nord mod provinsen Forlì-Cesena,
- i øst mod Adriaterhavet,
- i syd mod provinsen Pesaro e Urbino og San Marino,
- i vest mod provinsen Arezzo.

## Kommuner
- Bellaria-Igea Marina
- Casteldelci
- Cattolica
- Coriano
- Gemmano
- Maiolo
- Misano Adriatico
- Mondaino
- Montecopiolo
- Montefiore Conca
- Montegridolfo
- Montescudo-Monte Colombo
- Morciano di Romagna
- Novafeltria
- Pennabilli
- Poggio Torriana
- Riccione
- Rimini
- Saludecio
- San Clemente
- San Giovanni in Marignano
- San Leo
- Sant'Agata Feltria
- Santarcangelo di Romagna
- Sassofeltrio
- Talamello
- Verucchio

44°03′35″N 12°33′10″Ø / 44.05969°N 12.55275°Ø